# Amplasamentul fosil de dinoteriu de lângă satul Pripiceni-Răzeși
Amplasamentul (fosil) de dinoteriu de lângă satul Pripiceni-Răzeși este un monument al naturii de tip geologic sau paleontologic în raionul Rezina, Republica Moldova. Este amplasat la sud de satul Pripiceni-Răzeși, coasta dreaptă a văii râului Cogîlnic, afluent al Răutului (ocolul silvic Cinișeuți, parcela 90 F). Are o suprafață de 1 ha, sau 3,69 ha conform unor măsurări mai recente. Obiectul este administrat de Primăria satului Pripiceni-Răzeși și Întreprinderea Silvică Șoldănești.

## Descriere

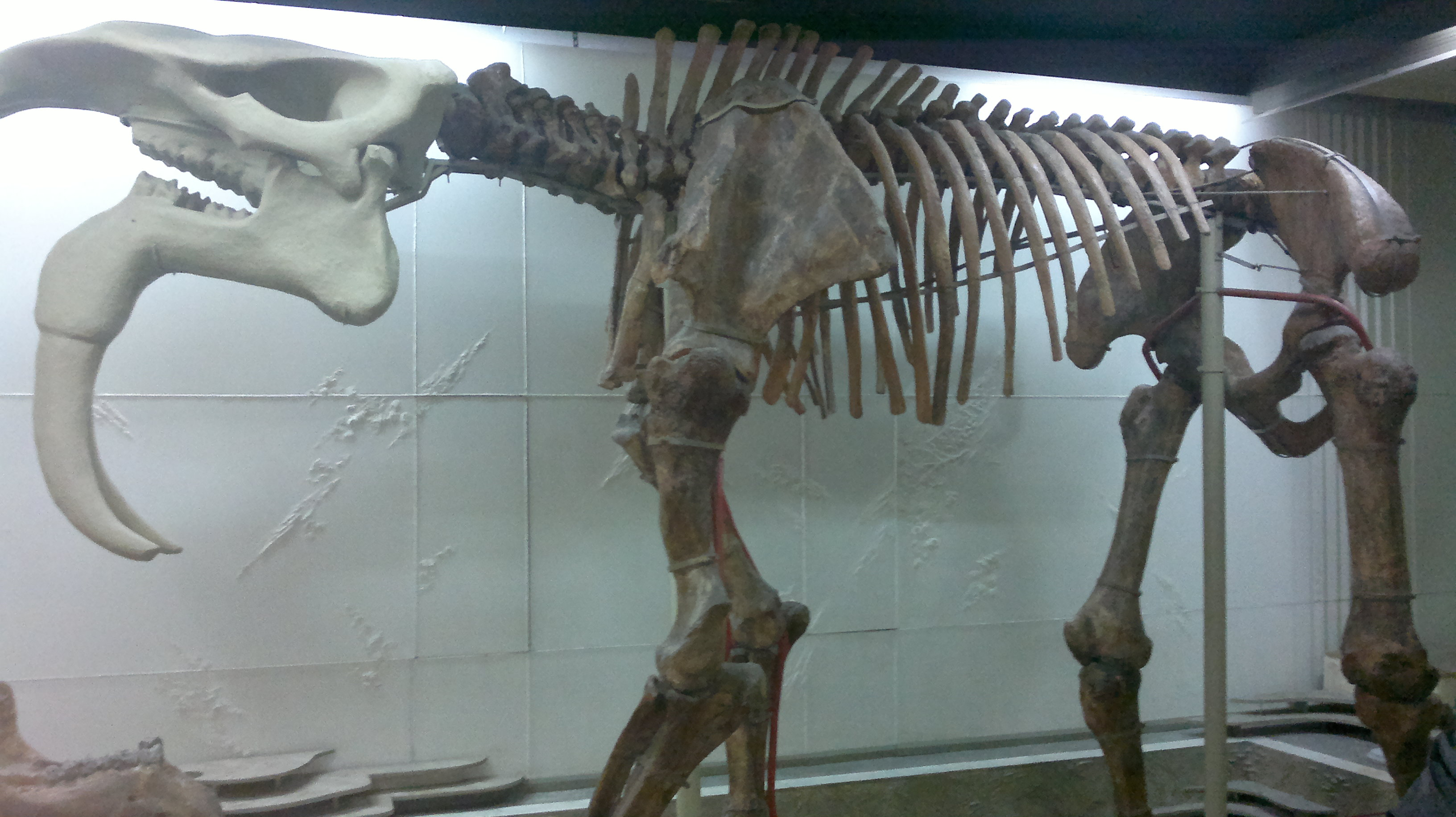
Scheletul dinoteriului (restaurat)

Amplasamentul a fost descoperit în 1966 de tinerii naturaliști de la școala din sat. Au fost chemați specialiști de la Muzeul de Stat de Istorie și Etnografie din Chișinău, care au constatat că, în urma unor alunecări de teren, au fost scoase la suprafață oasele unui proboscidian fosil foarte mare. Osemintele provin din stratul depozitelor aluviale și deltaice, atribuite etajului superior de Balta.
Au fost întreprinse săpături, în urma cărora au fost extrase, de la o adâncime de cca. 1,5-2 m, aproape toate oasele scheletului unui dinoteriu supragigantic (Deinotherium gigantissimum), rudă îndepărtată a elefanților africani și asiatici. Oasele sunt datate cu o vechime de 5-4 milioane de ani.
Scheletul restaurat, cât și rămășițe separate ale acestuia, este expus într-o sală a Muzeului Național de Etnografie și Istorie Naturală din Chișinău.

## Statut de protecție
Obiectivul a fost luat sub protecția statului prin Hotărîrea Sovietului de Miniștri al RSSM din 8 ianuarie 1975 nr. 5, iar statutul de protecție a fost reconfirmat prin Legea nr. 1538 din 25 februarie 1998 privind fondul ariilor naturale protejate de stat. Deținătorul funciar al monumentului natural era, la momentul publicării Legii din 1998, Primăria satului Pripiceni-Răzești, dar între timp și Întreprinderea Silvică Șoldănești a început să administreze o anumită suprafață.
Scheletul de dinoteriu supragigantic de la Pripiceni-Răzeși este un obiect unic în Republica Moldova, cu o deosebită valoare științifică, mai ales în studierea evoluției dinoteriilor în Europa. Acesta prezintă interes cognitiv și instructiv.
Conform situației din anul 2016, locul extragerii nu este semnalizat în niciun fel.